# Муш (вилает)
Муш (на турски: Muş) е вилает в Източна Турция. Административен център на вилаета е едноименният град Муш.
Вилает Муш е с население от 488 997 жители (оценка от 2006 г.) и обща площ от 8196 кв. км. Вилает Муш е разделен на 6 общини.

## Население
Численост на населението според преброяванията през годините:
| Година | Численост |
| 1990   | 376 543   |
| 2000   | 453 654   |
| 2011   | 412 430   |